# Kammermusiker

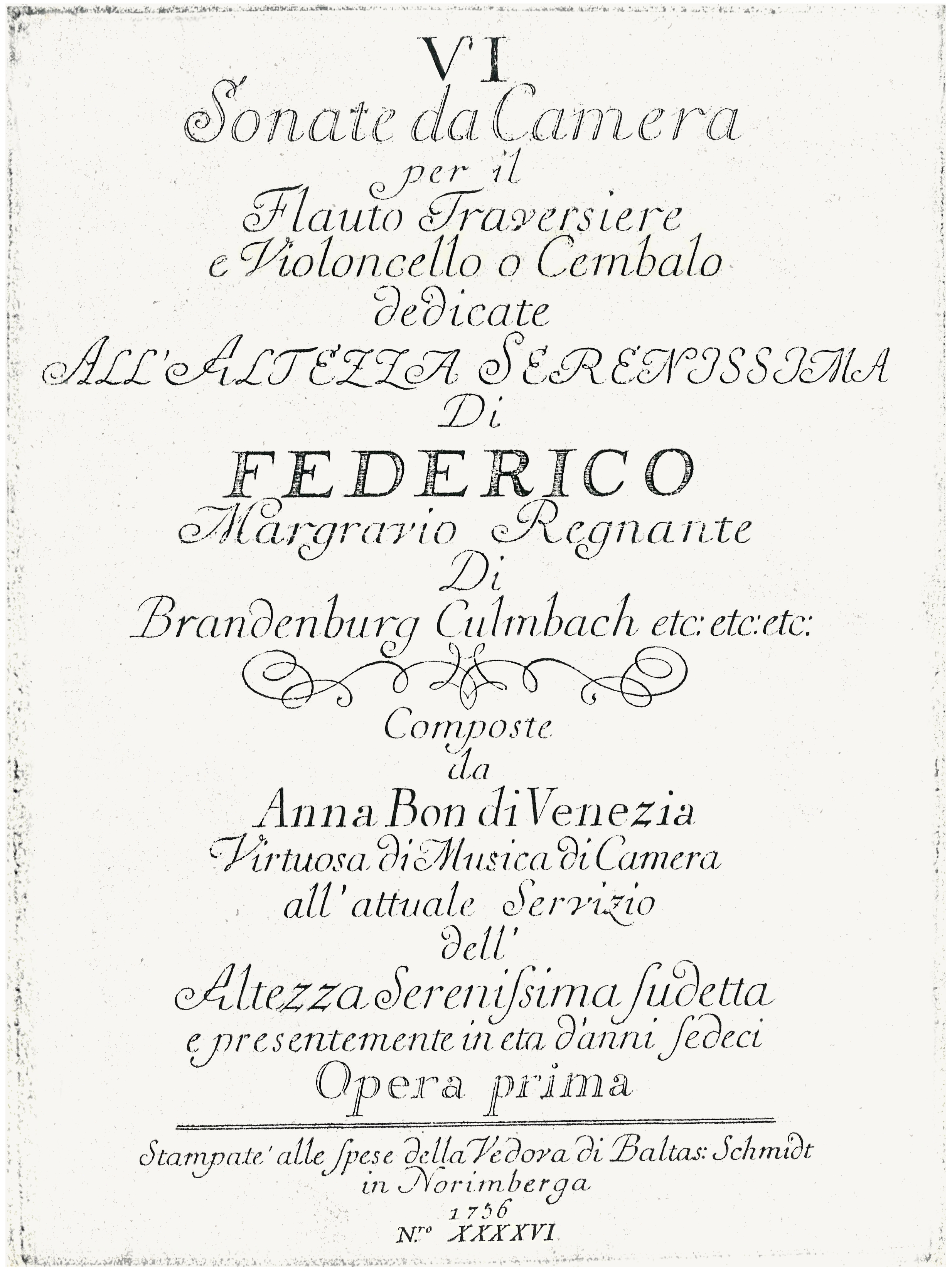
Fürstliche Kammervirtuosin 1756: Virtuosa di Musica di Camera

Kammermusiker ist ein Ehrentitel für Instrumentalisten und Sänger, der die bisherige Arbeit oder das Lebenswerk auszeichnet. Der Titel wird in der Bundesrepublik Deutschland von staatlichen oder städtischen Institutionen verliehen, in der DDR konnten etablierte Musiktheater diese Bezeichnung selbst verleihen; in früheren Zeiten wurde der Titel auch von Fürsten oder Königen verliehen.
Eine Steigerung des Ehrentitels Kammermusiker ist in manchen Ländern der Titel des Kammervirtuosen.
Im weiteren Sinne bezeichnet der Begriff Kammermusiker auch alle Musiker, die Kammermusik (Musik in klein besetzten Ensembles) machen, wobei der Begriff „Kammer“ auf die fürstliche Cammer zurückgeht, den weltlichen Privatraum des Fürsten in Abgrenzung zur Kirchenmusik. Solche Kompositionen trugen in historischer Zeit beispielsweise den Titel „Sonata da Camera“. 